# Geografía de Estonia
Estonia (nombre local, Eesti Vabariik) es un estado del norte de Europa, en la costa oriental del mar Báltico. Ocupa un territorio continental en el extremo norte de la llanura costera báltica, y un territorio insular alrededor de la costa. Limita al norte con el golfo de Finlandia y al oeste con el mar Báltico. Al este, el lago Peipus y el río Narva forman la mayor parte de la frontera con Rusia, al sur limita con Letonia cuya frontera no se basa en ningún accidente geográfico destacable.

## Geografía física
Estonia se sitúa entre las latitudes 57°30' N y 59°50' N y las longitudes 21°50' E y 28°10' E.
Es mayor que muchos países europeos como Dinamarca o Suiza, su superficie es de 45 226 km² similar, por ejemplo, a la de los Países Bajos, a la de la comunidad autónoma de Extremadura en España o al del estado de Quintana Roo en México.

### Hitos geográficos
- Punto más septentrional: Isla de Vaindloo (59º49'17" N), en la zona continental: Península Purekkari, (59º40'27" N)
- Punto más meridional: Aldea de Naha (57º30'32" N). (Municipio de Mõniste)
- Punto más occidental: Isla de Nootamaa (21º46'06" E), en la zona continental: Península de Ramsi, (23º24'28" S)
- Punto más oriental: Narva (28º12'33" E).

La mayor distancia continental llega a 400 km. La isla de Ruhnu es el punto más alejado del centro de Estonia, se encuentra a 65 km al suroeste de la costa occidental.

### Relieve
El relieve de Estonia se caracteriza por ser muy uniforme, con llanuras y colinas suaves, en un paisaje en el que se encuentran algunos lagos. Su elevación media es de 50 m. Su punto más elevado es el Suur Munamägi ("Gran montaña en forma de huevo"), con 318 metros sobre el nivel del mar. 
Dentro de la Estonia continental existen también dos unidades diferenciadas, una zona compuesta por bajas llanuras, situadas en la mitad occidental de la Estonia continental y en la franja costera del golfo de Finlandia, y otra algo más elevada situada en la mitad oriental. 
Geológicamente predominan las pizarras bituminosas y la caliza en el norte, mientras que en la parte sur del país es la arenisca. 

Llanuras bajas
En el norte, encontramos la llanura costera del norte de Estonia que se extiende por la costa del golfo de Finlandia, desde la península de Pakri en el oeste hasta la frontera rusa en el este. Al sur la llanura termina en la línea que forman los acantilados (no marinos) del norte de Estonia llamados klint o glint. La anchura de la franja oscila entre los 20 metros y los 20 kilómetros. Al este se encuentran las mayores extensiones de bajas llanuras que ocupan aproximadamente un 20 % de la superficie estonia y no suelen superar los 20 m s. n. m. De norte a sur se encuentran la llanura de Estonia occidental y la llanura de Pärnu. Otras zonas de llanuras bajas las encontramos alrededor de los lagos Peipus y Võrtsjärv. En el norte del Peipus se localiza la bajillanura de Alutaguse, que se extiende hacia el norte siguiendo la ribera occidental del río Narva y al oeste la llanura de la costa del Peipsi. La llanura del Vortsjarv se extiende desde el norte del lago hasta Tartu al este, siguiendo la rivera del río Ema.

Tierras altas
Las tierras altas, en estonio kõrgustik, se ubican en la mitad este de la Estonia continental ganando altura conforme se avanza hacia el sur. De hecho las zonas de mayor altura están situadas en el extremo sureste de Estonia en un área delimitada por el lago Võrtsjärv y los ríos Haanja y Ema. Las zonas elevadas del norte de Estonia se ubican paralelas al sur de los acantilados (glint) del norte de Estonia. Están formadas por las alturas de Pandivere en el centro, alrededor del cual se ubican las mesetas de Harju hacia el oeste y Viru hacia el este, al sur de este conjunto se extiende la llanura de Estonia central. Al este de esta llanura y hasta el lago Peipus se encuentra el drumlin de Vooremaa. Al sur limitando con Letonia y entre las bajillanuras de Pärnu al oeste y el lago Võrtsjärv al este se encuentra las alturas de Pandivere cuya mayor altura es Emumägi (166 m s. n. m.). Al sur de Pandivere está Sakala, con su máxima altitud en el monte Rutu (146 m s. n. m.). En el extremo sureste se encuentran las mayores elevaciones de Estonia. Aquí se ubican tres zonas de tierras altas, las alturas de Haanja al sur, que es la que alcanza la máxima altitud con el monte Suur Munamägi (317 m s. n. m.). Y la altiplanicie de Otepää al norte, que culmina en el monte Kuutse (217 m s. n. m.), son las de mayor entidad. Las tierras altas de Karula al oeste de las alturas de Haanja, también mantiene elevaciones de importancia, siendo la mayor de ellas Rebasejärve Tornimägi (137 m s. n. m.). Los valles o depresiones son también accidentes geográficos característicos de esta zona montañosa, así encontramos la depresión de Voru separando las alturas de Haanja y Karula de las de Otepää. La depresión del Haargla que separa las alturas de Karula y Haanja. Y el valle del río Väike Emajõgi que separa las alturas de Otepää de las de Sakala.

### Ríos, lagos y costas

#### Ríos
El clima de tipo atlántico continental favorece que los ríos mantengan un régimen de alimentación pluvionival con un máximo de volumen en primavera y otro algo menor en otoño. Las alturas de Pandivere constituyen un auténtico surtidor fluvial desde donde fluyen los principales ríos estonios. Debido a que las elevaciones estonias están situadas en la mitad oriental del país y lo recorren de norte a sur, los ríos se dividen entre los que toman dirección este oeste (cuenca hidrográfica de Estonia occidental), y los que toman dirección oeste este (cuenca hidrográfica de Estonia oriental). En el extremo sureste la cuenca del Koiva, que cubre una pequeña superficie, no sigue ninguna de las dos anteriores sino que sus ríos fluyen hacia el sur.
Los principales ríos de Estonia son el Pärnu, el Keila y el Kasari en la cuenca occidental, y el Narva en la cuenca oriental, haciendo frontera con Rusia. De sur a norte, pueden señalarse como principales cuencas hidrográficas:
- Cuenca hidrográfica de Pärnu, su principal río es el Pärnu, y su afluente de este el Navesti, que desemboca en el golfo de Riga.
- Cuenca hidrográfica de Matsalu, su principal río es el Kasari desemboca en el mar de Väinameri.
- Cuenca hidrográfica de Harju, sus principales ríos son el Javala y el Pirita que desembocan en el golfo de Finlandia.
- Cuenca hidrográfica de Viru, su principal río es el Narva que desemboca en el golfo de Finlandia.
- Cuenca hidrográfica del Peipus, su principal río es el Ema
- Cuenca hidrográfica del Võrtsjärv, su principal río es el Väike Ema o Väike Emajõgi.

#### Lagos
Una característica definitoria de la hidrografía estonia es la abundancia de lagos, la mayoría situados al sureste del país. El número de lagos es superior a 1400 si se contabilizan los naturales y los pantanos, y suponen un 4,6 % del territorio de Estonia. La mayoría son pequeños y poseen una superficie inferior a los 100 km². Los principales son el Peipus, al este, con 3555 km², compartido con Rusia; el Võrtsjärv o Võrtsjärv en el centro que con una superficie de 270 km² es el segundo mayor lago del país, y el mayor que se encuentra dentro de las fronteras estonias, y el Pskov. Debido a la gran cantidad de superficies lacustres las islas en los lagos también son numerosas destacando Piirissaar en el lago Peipus.

#### Costas
Costa acantilada en el norte (glint) y baja y arenosa en el oeste. 
El litoral estonio es muy recortado su longitud es 3780 kilómetros; de los cuales 1242 kilómetros se encuentran en el continente y 2540 kilómetros se reparten entre las islas. La línea de costa posee numerosas bahías, estrechos y ensenadas. La costa septentrional, que da al golfo de Finlandia, es alta con los acantilados o glints. También hay acantilados en la costa norte de las islas Saaremaa y Muhu. El cabo de Põõsaspea separa la costa norte de la occidental, que da al mar Báltico y la meridional, Väinameri que da al golfo de Riga. Estas costas, a diferencia de la septentrional, son bajas y arenosas.

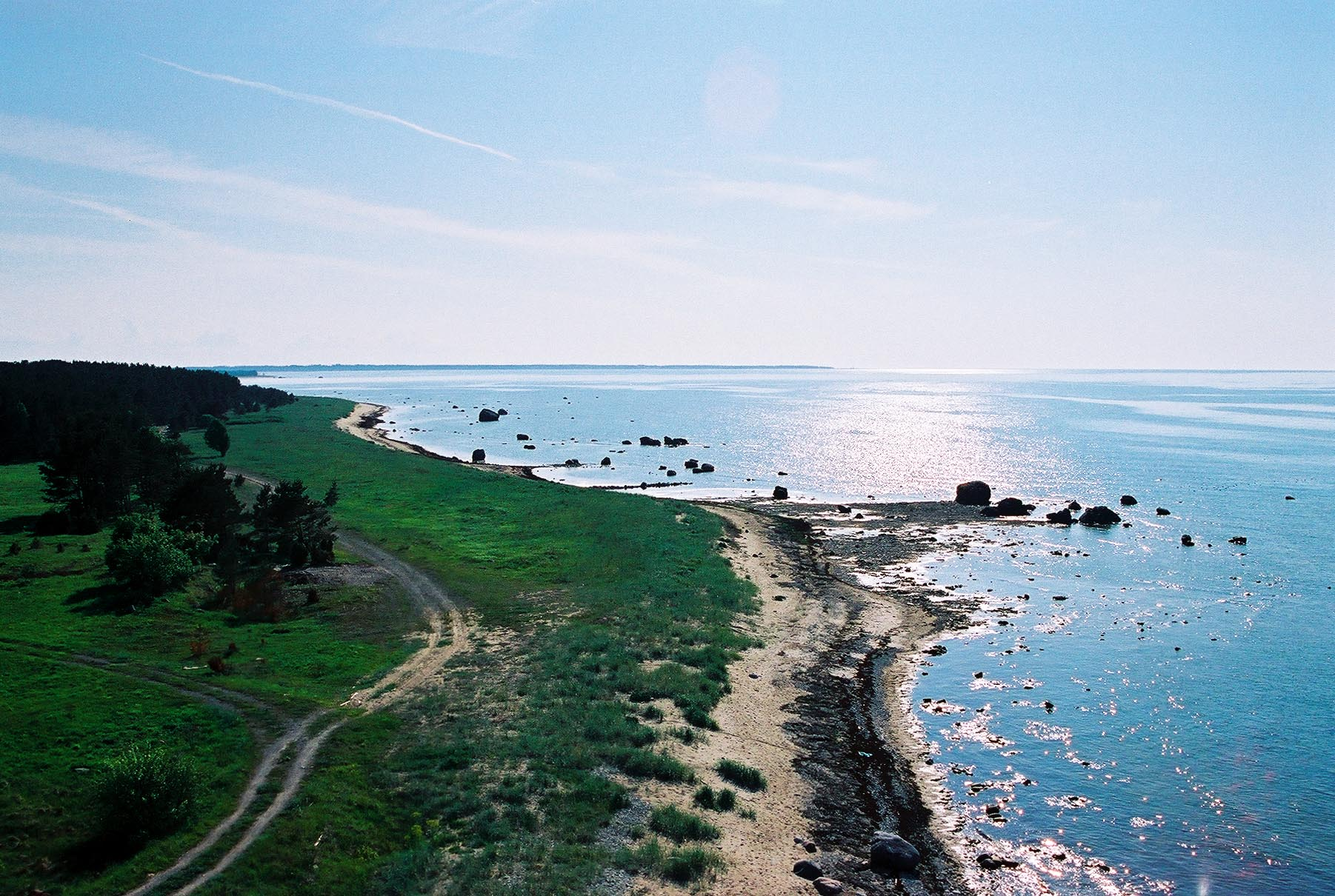
Costa noreste de Estonia cerca de Nõva, Condado de Lääne.

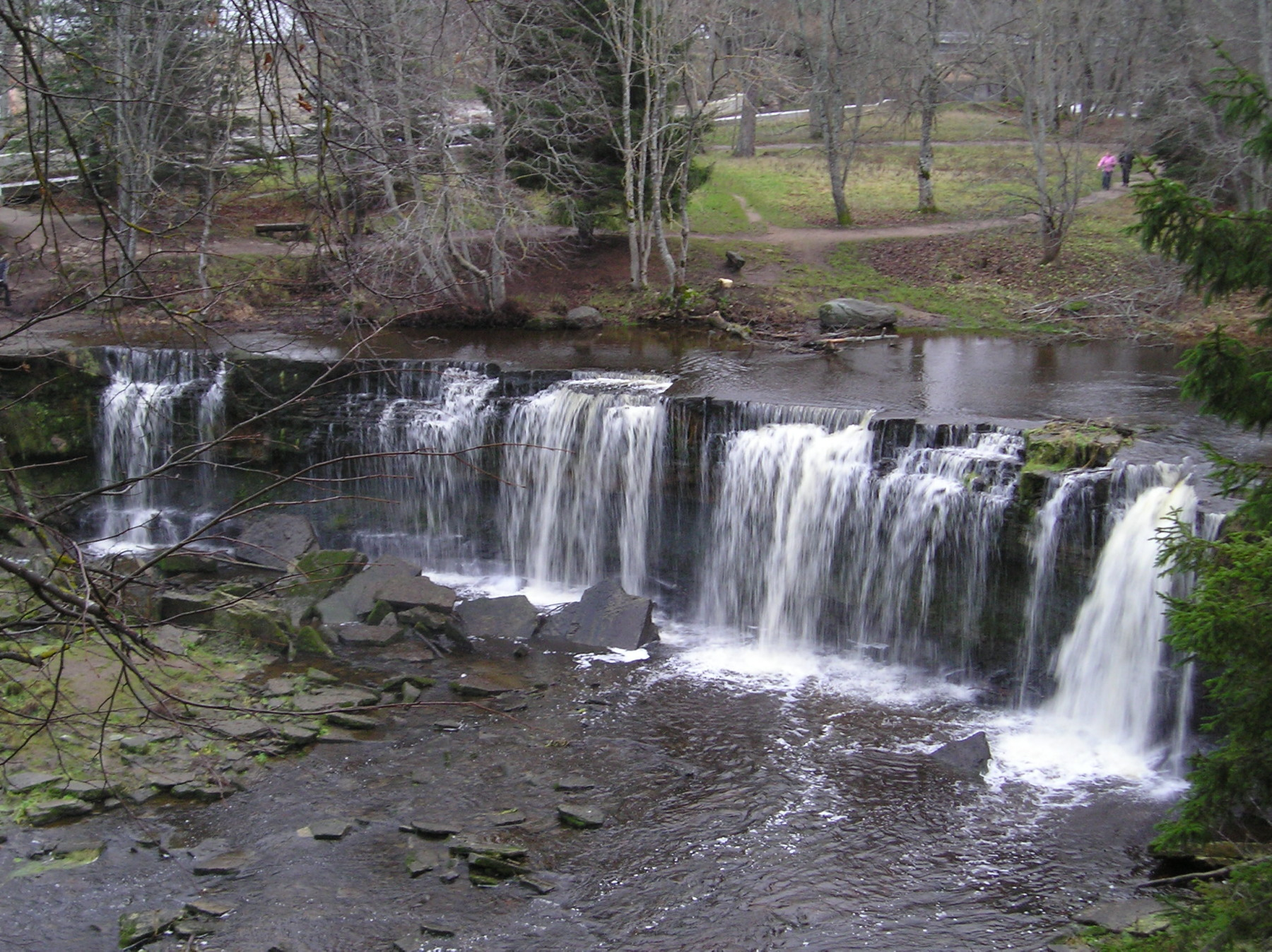
Cataratas de Keila.

Costa norte, accidentes geográficos de este a oeste:
- Golfo de Narva
- Golfo de Kunda
- Península de Vergi
- Golfo de Käsmu
- Golfo de Eru
- Cabo Purekkari
- Península de Pärispea
- Golfo de Hara
- Península de Juminda
- Golfo de Kolga
- Golfo de Kaberneeme
- Golfo de Muuga
- Península de Viimsi
- Golfo de Tallin
- Golfo de Lohusalu
- Golfo de Paldiski
- Golfo de Keibu

Costa occidental, accidentes geográficos de norte a sur:
- Golfo de Paspelu
- Golfo de Haapsalu
- Golfo de Matsalu
- Golfo de Rame
- Golfo de Vaiste
- Golfo de Tõstamaa
- Golfo de Pärnu

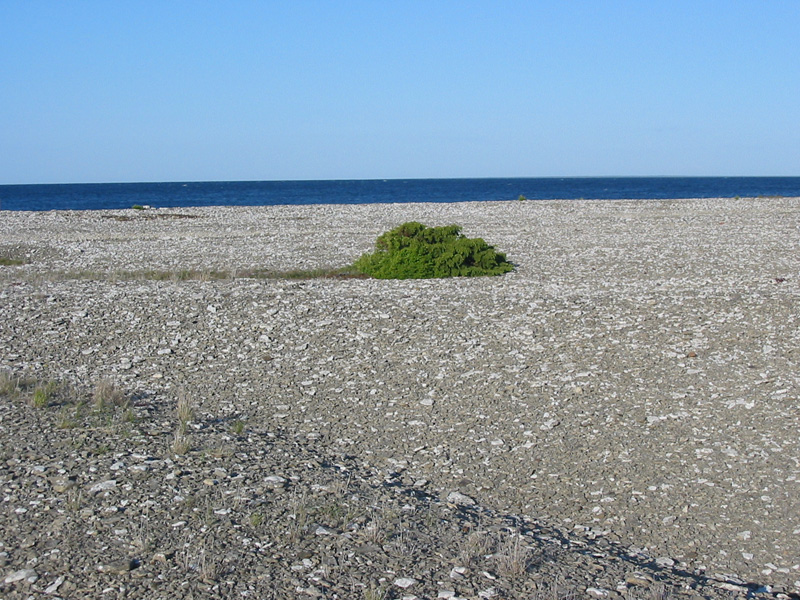
Costa de la isla Osmussaar.

Las islas ocupan 9,2 % de la superficie de Estonia, existen 1512 en total y se caracterizan por ser predominantemente llanas y boscosas. Las dos más extensas son lo suficientemente grandes como para constituir condados, Saaremaa y Hiiumaa. Las mayores islas se ubican en las aguas occidentales, dentro del conocido como archipiélago estonio, en las que se encuentran además de las anteriormente mencionadas Muhu y Vormsi y otras 500 islas menores.
- Saaremaa. Es la isla más grande de Estonia con 2673 km² de superficie. Está situada al sur de Hiiumaa y al oeste de la Estonia continental. Su relieve es muy llano. Su máxima elevación situada al oeste es el Viidu Raunamägi con 54 m s. n. m. La costa de Saaremaa es prolija en bahías y cabos.

- Hiiumaa. Con 989 km² es la segunda isla por extensión de Estonia, está localizada al norte de Saaremaa y al oeste de la Estonia continental. Su relieve es llano excepto en el oeste en la península de Kõpu donde se sitúa la máxima elevación el Andrusemägi o Tornimägi 68 m. La costa de la isla de 310 km es muy recortada y aparte de la península anteriormente mencionada al norte se encuentra la de Tahkuna.

- Muhu. Es la tercera isla de Estonia con 206,1 km². Se encuentra entre Saaremaa al oeste, de la que la separa el Väike Väin (Pequeño estrecho), y la costa de Estonia continental al este separada por el Suur Väin (Gran estrecho). Su altura máxima es el Sepamägi con 25,91 m s. n. m. En su costa destaca al norte la bahía de Lõpemeri.

- Vormsi. Se trata de la cuarta isla de Estonia por extensión con 98 km². Se ubica entre la isla de Hiiumaa al oeste de la que la separa el estrecho de Hari y la Estonia continental al este tras el estrecho de Voosi. Pertenece al condado de Lääne (Condado occidental) del que constituye un municipio. Como la mayoría de las islas estonias posee un relieve llano que no sobrepasa los 20 m s. n. m. y una costa articulada, las dos mayores bahías de la isla se sitúan al sur, la bahía de Sviby y la bahía de Hullo.

En la costa norte existen islas más pequeñas como las islas Pakri, Naissaar y Nootamaa.
La isla de Ruhnu en el centro del golfo de Riga es la única isla que no se encuentra dentro de la zona costera próxima a Estonia. Está situada a 70 kilómetros al sureste de Kuressaare. Posee una extensión de 11.9 km². Su altitud máxima la alcanza con la colina de Haubjerre 29 m s. n. m. Y su costa carece de la articulación característica del resto de las islas estonias.

### Clima
El clima estonio se encuentra en la zona de transición entre el clima atlántico y continental, es por tanto húmedo, con inviernos moderados y veranos fríos. La corriente cálida del Atlántico Norte que afecta a los países nórdicos también influye en Estonia, de manera que goza de un clima más templado de lo que correspondería a su latitud norteña. Así que el factor principal que influye en el clima es el océano Atlántico (particularmente la corriente del Atlántico Norte). La actividad ciclónica de la parte norte del océano Atlántico determina una variabilidad muy elevada del tiempo en Estonia y causa vientos fuertes, las precipitaciones elevadas y las fluctuaciones abruptas de la temperatura. Los vientos dominantes del oeste llevan el aire marítimo húmedo lejos dentro del país. Así templa el aire en invierno, pero lo enfría en verano. También influye en el clima estonio el mínimo islandés, que es una zona conocida por la formación de ciclones y donde la presión atmosférica media es inferior que en sus zonas vecinas. 
Estonia tiene un clima templado, con las cuatro estaciones del año bien diferenciadas y con la misma duración. En referencia a las medias europeas, el clima se caracteriza por un invierno muy frío, una primavera suave y un poco lluviosa, un verano relativamente cálido y un largo y suave otoño. Según esté más cerca o más lejos del mar Báltico, hay diferencias significativas entre el clima costero y el clima interior.
La elevada latitud de Estonia engendra una gran diferencia de luz solar entre el invierno y el verano. Los días más cortos se dan en el solsticio de invierno: en Tallin (al norte) 6 horas y 2 minutos y en Valga (al sur), 6 horas 39 minutos. El día más largo, en el solsticio de verano, dura 18 horas y 40 minutos, al norte y 18 horas y 10 minutos al sur, respectivamente. El número anual de horas de sol varían entre 1600 y 1900, siendo más elevado en la costa y las islas y menor en el interior del país. Esto se corresponde a menos de la mitad de la capital máxima de sol posible.

Temperaturas

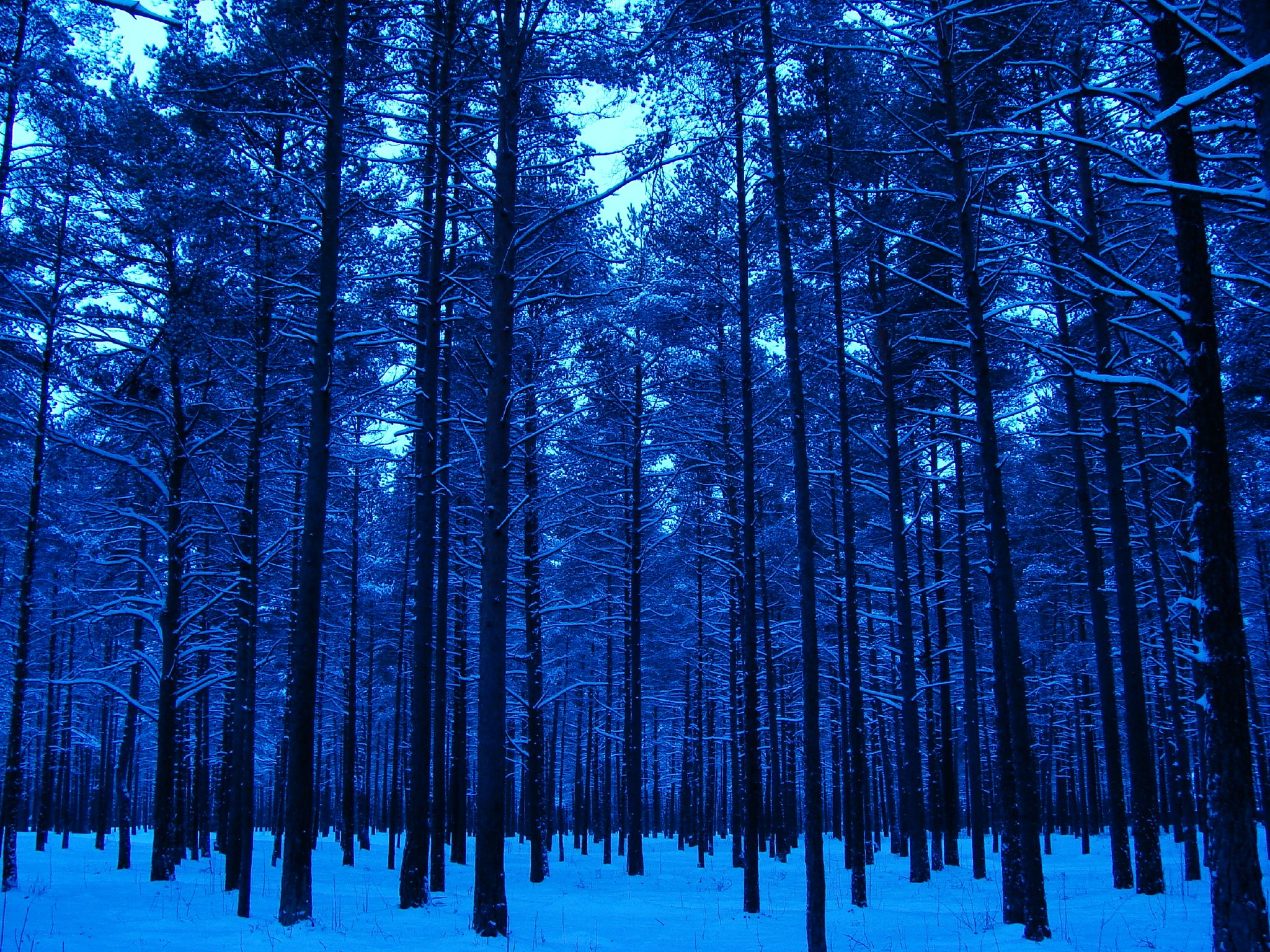
Joven pino se alza en el invierno.

Hablando en términos generales, Estonia se caracteriza por un clima frío. La temperatura media anual de Estonia se encuentra en los 5,2 °C. Los factores que más influyen en la temperatura local, aparte de la latitud, son la distancia al mar y el relieve, la temperatura entre la costa y el interior difiere ligeramente en verano y de una forma más acentuada en invierno. La temperatura media en julio, el mes más cálido del año, es de 16,4 °C. La temperatura media en este mes varía de los 16,3 °C en las islas bálticas, a los 17,1 °C en el continente. En febrero, el mes más frío, la media es de -5,7 °C; en las islas bálticas se alcanzan de media -3,5 °C, y en el continente -7.6 °C. La máxima temperatura registrada es 35,6 °C, documentada en Võru el 11 de agosto de 1992. La mínima son -43,5 °C, registrada en Jõgeva el 17 de enero de 1940. 

Precipitaciones
Estonia se encuentra en una zona húmeda en la que la cantidad de precipitación es más grande que la evaporación total. La pluviosidad media en el período 1961–1990 va desde los 535 mm hasta los 727 mm por año y es más intensa a finales del verano, bajando en otoño e invierno. Las zonas que registran mayor cantidad de precipitaciones son las tierras altas del este que están más alejadas de la costa. Hay entre 102 y 127 días lluviosos al año, y la precipitación media es mayor en las laderas occidentales de Sakala y las Tierras Altas de Haanja. La cubierta de nieve, que es más profunda en la parte sureste de Estonia, usualmente dura desde mediados de diciembre hasta finales de marzo. La precipitación máxima registrada en 24 h. fue de 148 mm. La máxima mensual de 351 mm. Y la máxima anual de 1157 mm. Los inviernos son duros, con precipitaciones en forma de nieve que están en torno a los 600 mm anuales.
| Parámetros climáticos promedio de Tallin | Parámetros climáticos promedio de Tallin | Parámetros climáticos promedio de Tallin | Parámetros climáticos promedio de Tallin | Parámetros climáticos promedio de Tallin | Parámetros climáticos promedio de Tallin | Parámetros climáticos promedio de Tallin | Parámetros climáticos promedio de Tallin | Parámetros climáticos promedio de Tallin | Parámetros climáticos promedio de Tallin | Parámetros climáticos promedio de Tallin | Parámetros climáticos promedio de Tallin | Parámetros climáticos promedio de Tallin | Parámetros climáticos promedio de Tallin |
| Mes                                      | Ene.                                     | Feb.                                     | Mar.                                     | Abr.                                     | May.                                     | Jun.                                     | Jul.                                     | Ago.                                     | Sep.                                     | Oct.                                     | Nov.                                     | Dic.                                     | Anual                                    |
| ---------------------------------------- | ---------------------------------------- | ---------------------------------------- | ---------------------------------------- | ---------------------------------------- | ---------------------------------------- | ---------------------------------------- | ---------------------------------------- | ---------------------------------------- | ---------------------------------------- | ---------------------------------------- | ---------------------------------------- | ---------------------------------------- | ---------------------------------------- |
| Temp. máx. abs. (°C)                     | 5                                        | 3                                        | 12                                       | 21                                       | 27                                       | 31                                       | 29                                       | 31                                       | 18                                       | 19                                       | 11                                       | 7                                        | 31                                       |
| Temp. máx. media (°C)                    | -4                                       | -4                                       | 0                                        | 7                                        | 14                                       | 19                                       | 20                                       | 19                                       | 15                                       | 10                                       | 3                                        | -1                                       | 8.2                                      |
| Temp. mín. media (°C)                    | -10                                      | -11                                      | -7                                       | 0                                        | 5                                        | 10                                       | 12                                       | 11                                       | 9                                        | 4                                        | -1                                       | -7                                       | 1.3                                      |
| Temp. mín. abs. (°C)                     | -30                                      | -30                                      | -25                                      | -13                                      | -3                                       | 0                                        | 5                                        | 2                                        | -3                                       | -7                                       | -21                                      | -25                                      | -30                                      |
| Precipitación total (mm)                 | 39                                       | 30                                       | 21                                       | 31                                       | 44                                       | 40                                       | 68                                       | 78                                       | 71                                       | 68                                       | 56                                       | 39                                       | 585                                      |
| Días de precipitaciones (≥ 1 mm)         | 19                                       | 16                                       | 13                                       | 11                                       | 12                                       | 10                                       | 13                                       | 15                                       | 16                                       | 17                                       | 18                                       | 19                                       | 179                                      |
| [cita requerida]                         |                                          |                                          |                                          |                                          |                                          |                                          |                                          |                                          |                                          |                                          |                                          |                                          |                                          |

### Medio ambiente

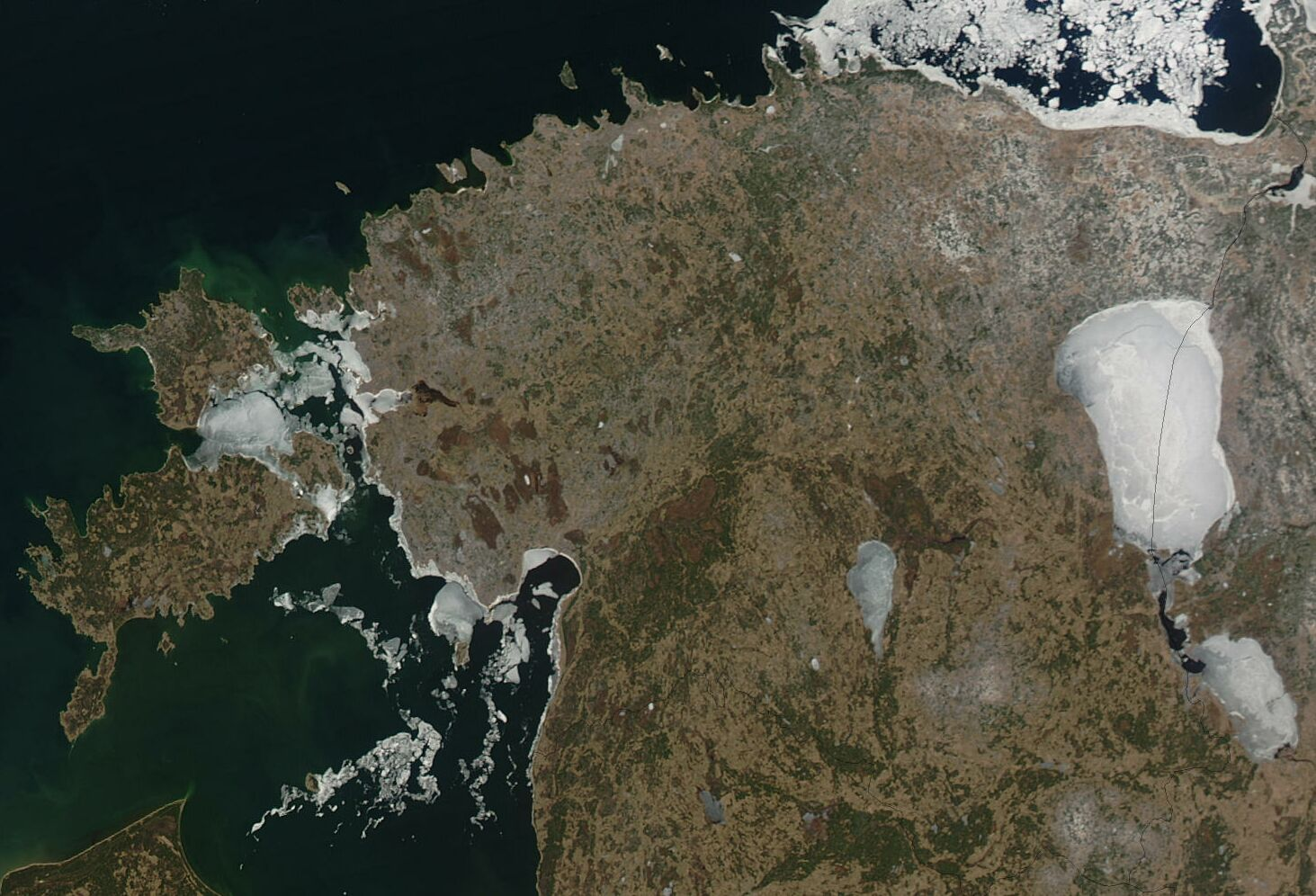
Imagen satelital de Estonia en abril de 2004.

Estonia está cubierta por aproximadamente 18 000 km² de bosques con especies como el abeto, el abedul y el pino. WWF incluye el territorio de Estonia en la ecorregión de bosque templado de frondosas denominada bosque mixto sarmático. Conforme a la normativa de la Unión Europea, el territorio de este país pertenece a la región biogeográfica boreal. Cuenta con una reserva de la biosfera, el archipiélago Moonsund o Archipiélago estonio occidental (1990). 225 960 hectáreas están protegidas como humedales de importancia internacional al amparo del Convenio de Ramsar, en total, 12 sitios Ramsar. Estonia tiene 9285 lugares protegidos que cubren 9167 km² o el 20.19 % de su superficie total.
El riesgo natural por excelencia de Estonia son las inundaciones que pueden ocurrir en primavera. En cuanto a las cuestiones medioambientales ha de señalarse, en primer lugar, la contaminación atmosférica derivada del dióxido de azufre proveniente de las plantas de pizarras bituminosas del noreste. Durante varios años consecutivos Estonia ha liderado la producción mundial per cápita de dióxido de azufre. Aproximadamente 75 % de la polución atmosférica de Estonia se atribuye a dos centrales termoeléctricas alimentadas con esquisto bituminoso en funcionamiento cerca de Narva. Sin embargo, la cantidad de elementos contaminantes emitidos a la atmósfera han disminuido sin cesar, las emisiones del año 2000 fueron un 80 % menos que en 1980. La explotación minera de pizarra bituminosa en el nordeste de Estonia también dejó gigantescos montes de piedra caliza esparcidos por la región. 
Próximo a la ciudad de Sillamäe, en el lugar donde existió una planta de enriquecimiento de uranio, cerca de 1200 toneladas de uranio y aproximadamente 750 toneladas de torio habían sido lanzadas en el golfo de Finlandia. Esta contaminación es la raíz de varios problemas de salud que afectan a los habitantes de la región. En la ciudad costera de Paldiski, el retiro de los residuos radiactivos dejados por los reactores nucleares del ejército soviético fue también motivo de mucha preocupación. El gasto conjunto para la limpieza de las dos ciudades se estimó en más de 3,5 billones de coronas estonias.
También el ejército soviético contribuyó a la difusión de la contaminación ambiental, a través de sus instalaciones militares que cubrían más de 800 km² de territorio en Estonia. Derramó centenas de millares de toneladas de combustible de aviación directamente en el suelo, de manera inadecuada depositaron residuos tóxicos, y descargaron explosivos y armamento anticuado en las aguas del litoral y del interior de Estonia. En la década de 1990, durante la retirada del ejército de Estonia, se causaron graves daños debido a la destrucción de edificios y equipamientos. En octubre de 1993, el Ministerio de Medio Ambiente de Estonia emitió un informe preliminar que resumía parte de la degradación ambiental sufrida por el país. El informe apunta como el peor daño aquel causado al suelo y a las reservas subterráneas de agua de Estonia por el sistemático derramamiento de combustible de aviación en las seis bases aéreas del ejército soviético. La base aérea cerca de Tapa, sufrió los peores daños, estimaciones oficiales indican que seis kilómetros cuadrados de terreno están cubiertos por una capa de combustible; once kilómetros cuadrados de agua subterránea están contaminados. Las aguas de los alrededores no son aptas para su consumo. Con la ayuda de Dinamarca, los equipos da Estonia comenzaron a limpiar la zona. El ministerio de Medio Ambiente estima un coste de más de 10 billones por los daños al suelo y a las reservas de agua. 
La cantidad de residuos líquidos sin tratar vertidos a los cuerpos hídricos también ha descendido. En el año 2000 fue la vigésima parte de los niveles de 1980. En relación con la inauguración de nuevas purificadoras de agua, la cantidad total de residuos contaminantes disminuyó. Estonia tiene más de 1400 lagos, naturales y hechos por el hombre, los más pequeños están en zonas agrícolas que deben inspeccionarse debido a que están altamente contaminados por productos fitosanitarios. 
Las aguas litorales se encuentran contaminadas en muchas localidades. El modelado numérico HBV ha sido utilizada para evaluar la contaminación hídrica de los ríos de Estonia y del mar Báltico.

## Geografía humana
Estonia integra junto a Lituania y a Letonia las llamadas repúblicas bálticas, siendo la menor de las tres. Posee 45 226 km² de territorio (132.º) y una población de cerca de 1 342 409 habitantes (estimación para 2007). El 69 % de la población rural vive en zonas urbanas (2008).
La población está formada por estonios (67,9 %), rusos (25,6 %), ucranianos (2,1 %), bielorrusos (1,3 %), fineses (0,9 %) y otros (2,2 %), según el censo de 2000. En cuanto a la religión, el censo de 2000 proporciona los siguientes porcentajes: luterana evangélica (13,6 %), ortodoxa (12,8 %), otros cristianos (incluyendo metodistas, adventistas del séptimo día, católicos y pentecostales, 1,4 %), sin filiación religiosa (34,1 %), otros y sin especificar (32 %), ninguna (6,1 %). El idioma estonio es oficial y lo habla el 67,3 % de la población; otros son el ruso 29,7 %, otros 2,3 %, desconocido 0,7 %.

Condados de Estonia.

Territorios anexados a la RSFS de Rusia en 1944.

Las principales ciudades son Tallin, capital, con una población de 396 193 habitantes, Tartu (101 740 h.) y Narva (66 936 h.). Estonia está dividida en 15 condados: Harju, Hiiu, Ida-Viru, Järva, Jõgeva, Lääne, Lääne-Viru, Pärnu, Põlva, Rapla, Saare, Tartu, Valga, Viljandi y Võru.
Por debajo de este nivel se encuentran los municipios (227 municipios), que se dividen entre ciudades, en estonio linn (34) y municipios rurales, en estonio vald, (193). Los municipios rurales a su vez están constituidos por la agrupación de varias aldeas o lugares poblados, que son la unidad poblacional más básica.
Históricamente Estonia se ha dividido en ocho condados Saaremaa, Läänemaa, Rävala, Harju, Viru, Järva, Sakala, Ugandi, que han evolucionado a los 15 actuales.
La localización geoestratégica de Estonia ha generado múltiples guerras entre las potencias rivales del momento: Suecia, Rusia, Alemania. 
En 1920 fue establecido mediante el Tratado de Tartu la frontera entre Estonia y Rusia.
En 1944, bajo la ocupación soviética, las regiones de Jaanilinn y al este de Narva y Petseri al sudeste, que abarcan un total de 2300 km², fueron anexionadas por Stalin al territorio de la RSFS de Rusia. La situación legal de estos territorios y los problemas fronterizos, permanecen latentes entre la República de Estonia y la Federación Rusa, sucesora de la Unión Soviética.
Con el fin de unificar las unidades territoriales de acuerdo a todos los miembros de la UE, se ha instaurado el sistema NUTS. Este sistema establece la división de unidades territoriales jerárquicas en tres niveles, de las cuales el nivel III corresponde en Estonia al agrupamiento de condados, unidad no oficial en Estonia pero con validez para fines estadísticos.

## Geografía económica
El principal recurso natural del país es la pizarra bituminosa, de la que se obtiene gas metano y que se encuentra principalmente en la zona noreste del país, en torno a Kohtla-Järve. Otros recursos naturales: turba, Apatita, ámbar, caliza, dolomita y tierra arable. Las tierras cultivadas ocupan cerca de 9260 km². Los prados cubren cerca de 2520 km², y las áreas de pasto cerca de 1810 km².

Empleo de Tierra:
- Tierra arable: 25 %
- Cosechas permanentes: 0 %
- Pastos permanentes: 11 %
- Bosques y bosque: 44 %
- Otro: 20 % tierra irrigada (110 kilómetros cuadrados en 1996)

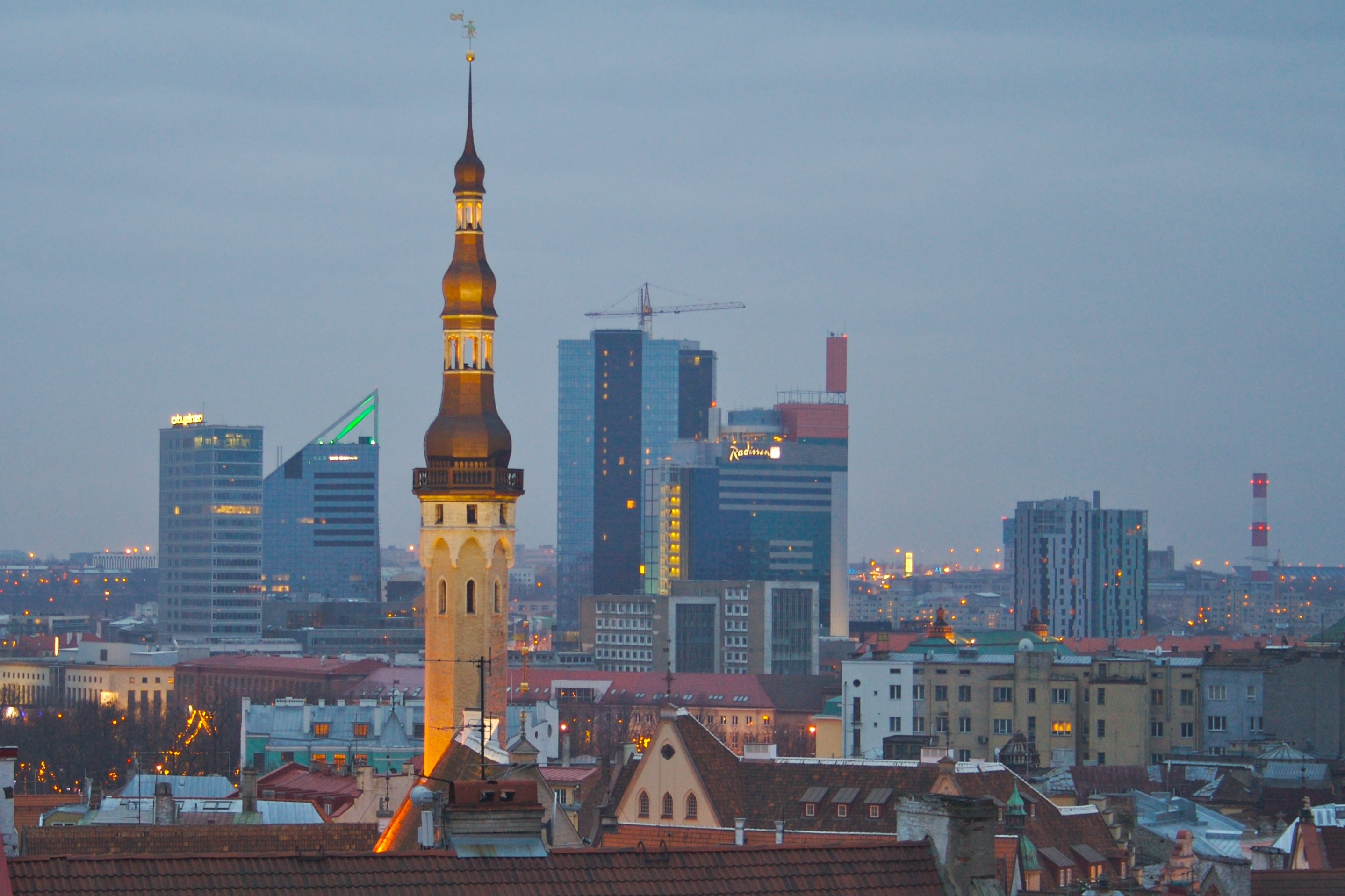
Vieja y nueva Tallin.

Estonia, que ha entrado en la Unión Europea en el año 2004, tiene una moderna economía de mercado y uno de los ingresos per cápita más altos en Europa Central y la región báltica. Los sucesivos gobiernos de Estonia han buscado el libre mercado, con una agenda económica favorable a los negocio y han dudado poco en sus reformas comprometidas en favor del mercado. La prioridad de Tallin ha sido mantener altas tasas de crecimiento con una media de 8% por año desde 2003 a 2007. Los beneficios económicos de un fuerte sector electrónico y de telecomunicaciones y lazos comerciales fuertes con Finlandia, Suecia y Alemania. Se prevé que adoptará el euro en el año 2011. La economía de Estonia entró en recesión a mediados del año 2008, principalmente como resultado de una caída en la inversión y en el consumo como consecuencia del estallido de la burbuja inmobiliaria. El PIB bajó casi un 15 % en 2009, una de las cifras de contracción más altas del mundo.
La composición del PIB por sector es: agricultura 3 %, industria 24,4 % y servicios 72,6 % (est. 2009). La población activa se dedica principalmente al sector servicios (74,5 %), luego a la industria (22,7 %) y a la agricultura sólo el 2,8 %.  
La agricultura produce las tradicionales patatas y también hortalizas; hay ganadería de la que se obtienen productos lácteos. La pesca conserva su importancia. Las industrias destacadas son de ingeniería, electrónica, madera y productos derivados, textil; tecnología de la información y telecomunicaciones.
Tiene 859 km de gaseoducto (2009), 919 km de vías férreas y 57 016 km de carreteras, de los cuales 99 km son vías rápidas. Las vías fluviales tienen un recorrido de 320 km (2008). Los principales puertos y terminales del país son: Kuivastu, Kunda, Muuga, Tallin y Virtsu.

## Áreas protegidas de Estonia

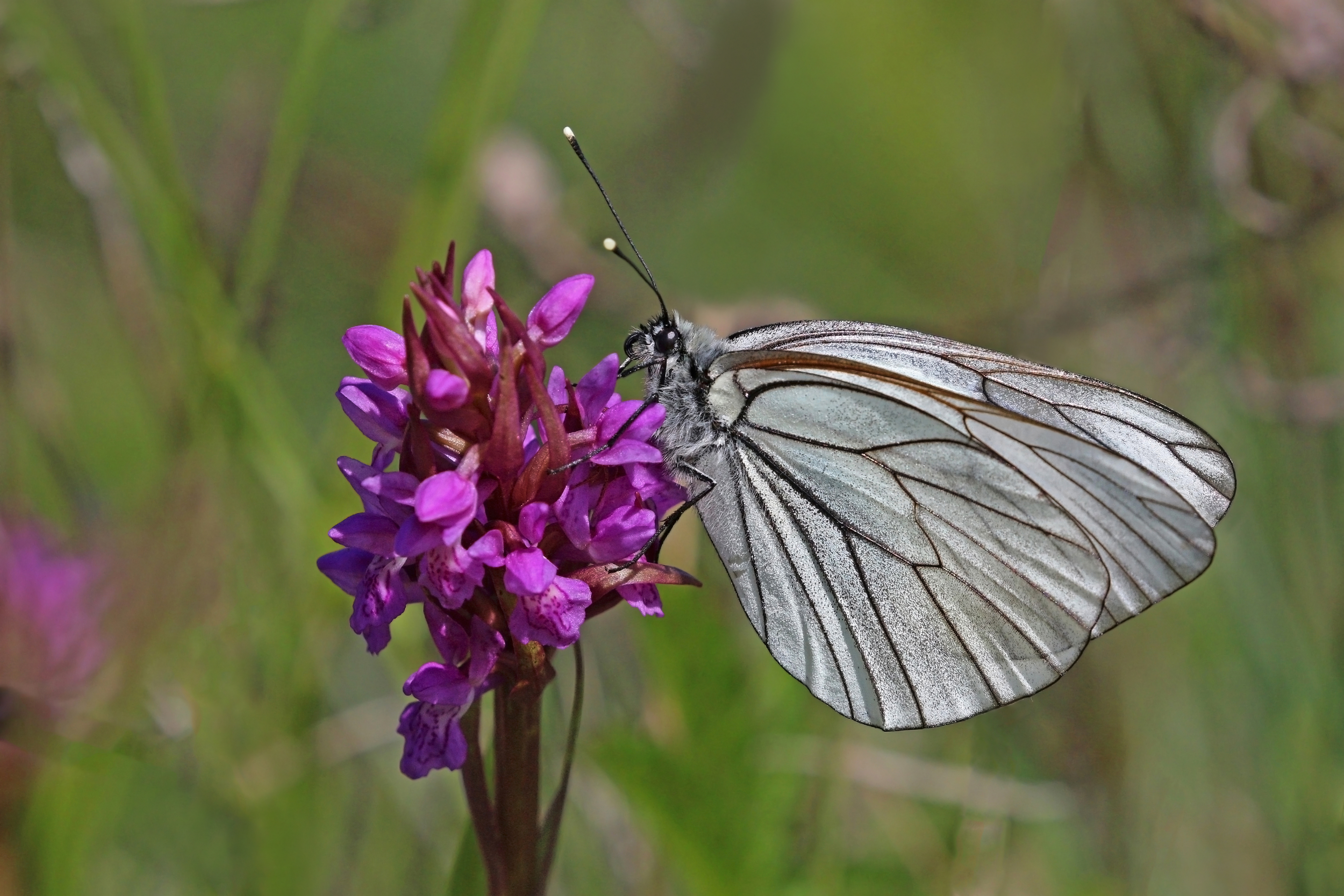
Mariposa blanca del majuelo (Aporia crataegi) posada en una orquídea de pantano (Dactylorhiza incarnata) en el Área de Conservación de Tagamõisa, Saaremaa, Estonia.

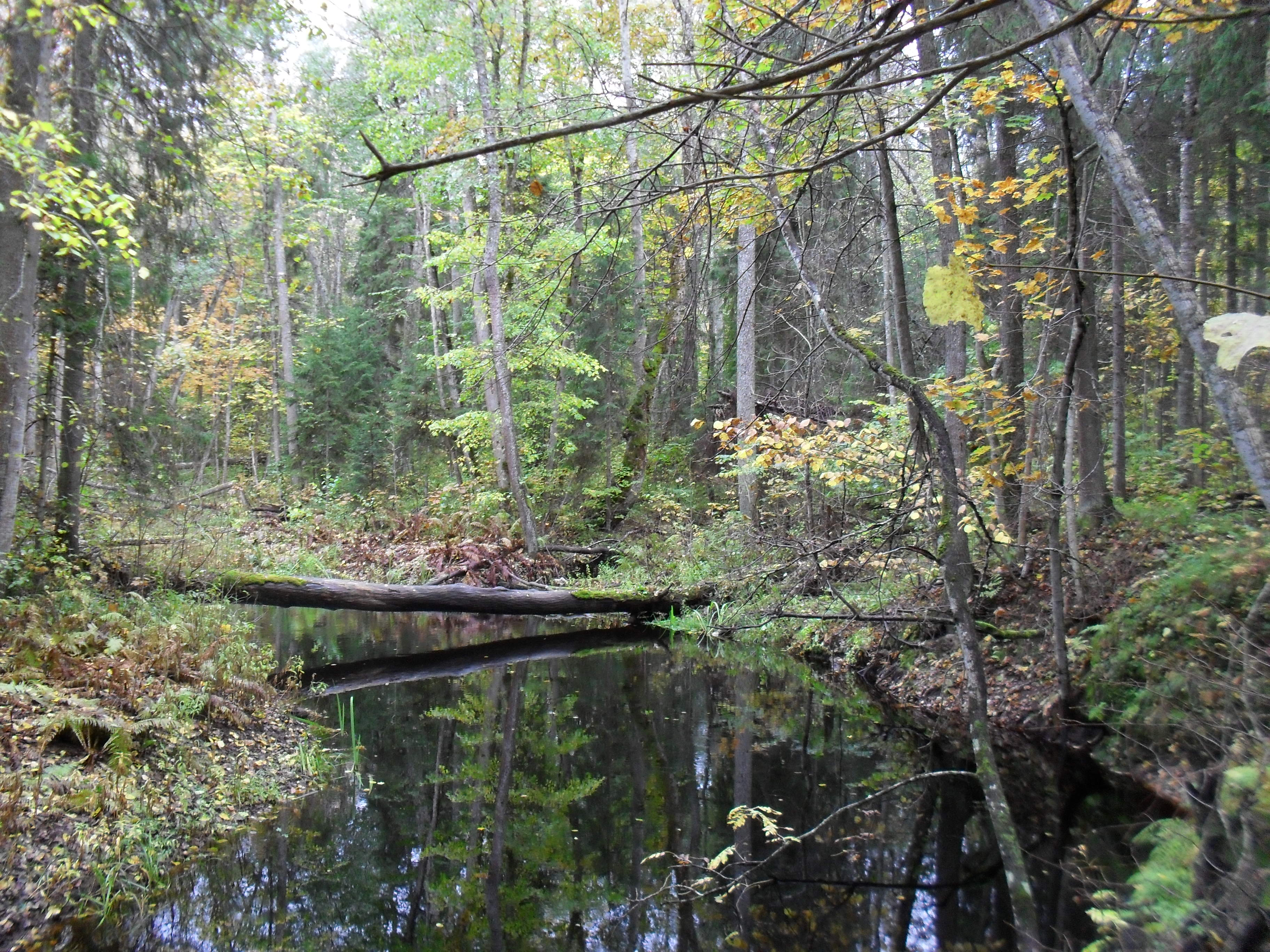
Parque nacional de Alutaguse

Según la IUCN, en Estonia había, en 2021, 15 403 áreas protegidas, ocupando unos 9633 km², el 21,21 % del territorio, y 6825 km² de áreas marinas, el 18,78 % de la superficie marina que corresponde al país, unos 36 345 km². De esta gran cantidad de zonas protegidas, 6 son parques nacionales, 231 son reservas naturales, 154 son paisajes protegidos o parques naturales, 172 son áreas protegidas no restringidas, 1052 son monumentos naturales protegidos, 605 son zonas gestionadas limitadas de paisajes protegidos, 12 son reservas naturales estrictas de reservas naturales, 17 son reservas naturales estrictas de parques nacionales, 193 son zonas de conservación de la naturaleza de reservas naturales, 442 son zonas de conservación gestionadas, 61 son zonas de conservación de la naturaleza de parques nacionales, 91 son zonas de conservación gestionadas de parques nacionales, 195 son zonas de gestión limitada de reservas naturales, 29 son zonas de gestión limitada de parques nacionales, 235 son zonas de gestión limitada de paisajes protegidos, 80 son zonas de conservación de la naturaleza de paisajes protegidos, 319 son áreas de conservación limitada, 23 son objetos naturales protegidos de nivel municipal, 25 son zonas de gestión limitada de objetos naturales de nivel municipal y 10 829 son hábitats clave de los bosques.
Los hábitats clave de los bosques (Woodland Key Habitat, WKH, en inglés) son un concepto que se aplica en el norte de Europa en la gestión de los bosques para conservar la biodiversidad. Literalmente es un área donde habitan especies que no pueden sobrevivir en un bosque gestionado para la producción de madera.
Además de las zonas citadas, hay 17 sitios Ramsar y 1 reserva de la biosfera de la Unesco. También hay 614 áreas protegidas de designación regional, de las que 66 son áreas de protección especial para las aves, 7 son áreas protegidas en el mar Báltico y 541 son sitios de importancia comunitaria.
En Estonia hay más de 28 000 especies, de las que 1523 pertenece a la Lista Roja de la UICN europea. La mayor parte del país está formado por lechos de roca caliza, turberas y bosques. En torno a un 49 % de país está cubierto de bosques, el 7,6 % son turberas y el 3 % son prados o pastos. Están protegidos en torno al 18 % de los bosques, el 65 % de los prados y el 69 % de las turberas.

## Parques nacionales

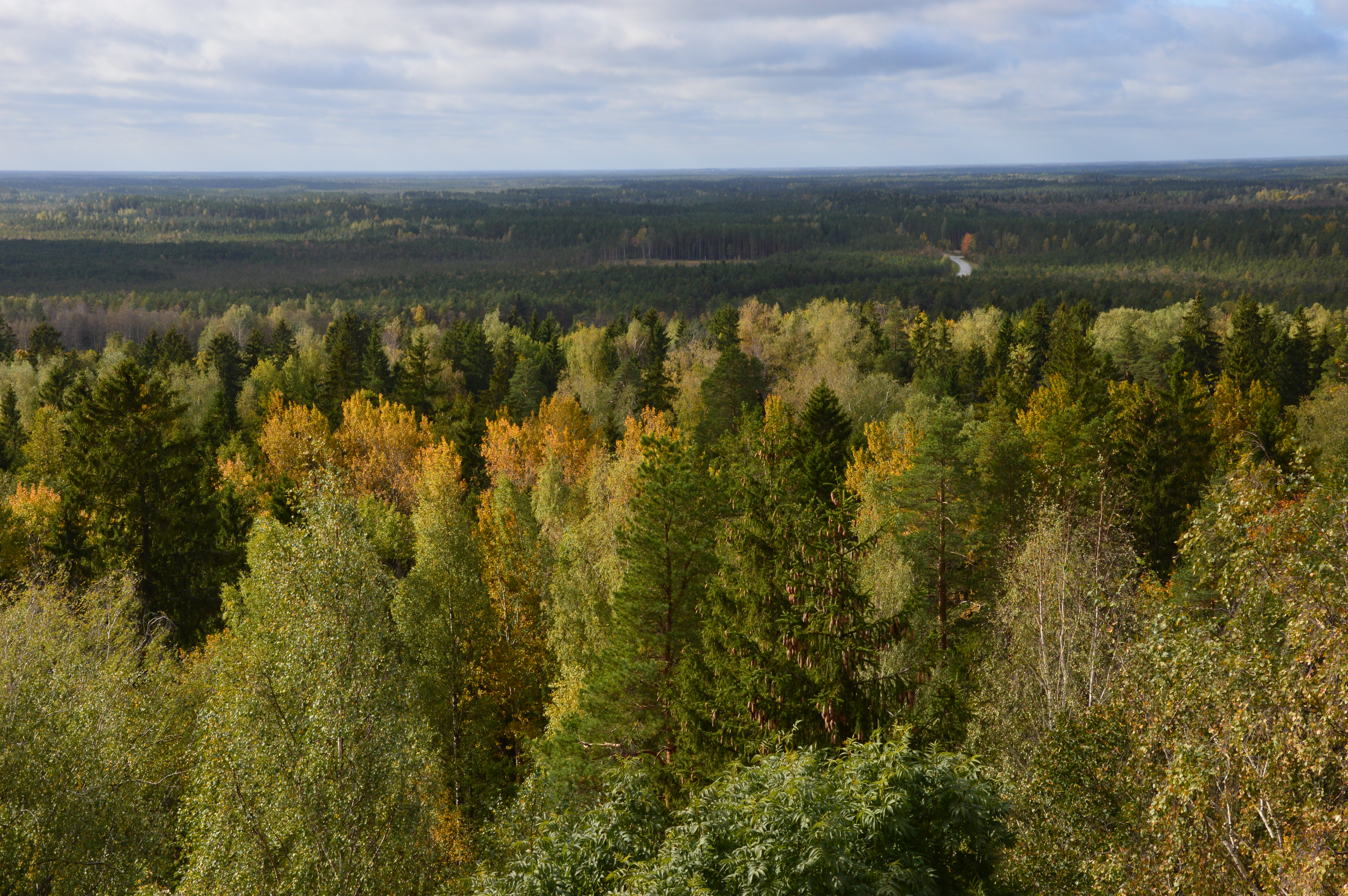
Bosques en el Parque nacional de Alutaguse

- Parque nacional de Karula
- Parque nacional de Lahemaa
- Parque nacional de Matsalu
- Parque nacional de Soomaa
- Parque nacional de Vilsandi
- Parque nacional de Alutaguse